# Velmede (Wehre)
Die Velmede ist ein 4,1 km langer, nördlicher und orographisch linker Zufluss der Wehre im Nordosten von Nordhessen (Deutschland). Sie nimmt während ihres Verlaufs eine Anzahl kleiner Bäche und Entwässerungsgräben auf und hat ein Einzugsgebiet von 6,131 km².
Ihre Quelle befindet sich unweit östlich des ehemaligen Abzweigbahnhofs Steinholz bei Rommerode im Rommeroder Hügelland, innerhalb des Geo-Naturparks Frau-Holle-Land (Werratal.Meißner.Kaufunger Wald). Sie liegt im Tal zwischen dem Paßberg (468,9 m) im Nordosten und dem Gülsberg (517,0 m) im Südwesten, zwischen dem Damm der ehemaligen Bahnstrecke Steinholz–Hirschhagen und der Kreisstraße K 43.
Der Bach fließt von dort zunächst etwa zwei Kilometer nach Südosten, dabei von der K 43 auf dem linken, nordöstlichen Ufer begleitet, bis in das Dorf Velmeden, Stadtteil von Hessisch Lichtenau. Dort biegt die Velmede nach Süden um, unterquert dabei die Landesstraße L 3238 auf deren Ostseite und verläuft dann, auf ihrem rechten, westlichen Ufer von der L 3238 begleitet, im Velmeder Tal nach Süden. Nach etwa zwei Kilometern Fließstrecke unterquert sie unweit östlich von Walburg, rund 100 m südlich der Einmündung der L 3238 in die Bundesstraße 7 und westlich der Autobahn-Anschlussstelle Hessisch Lichtenau-Ost (Nr. 78) auf die Autobahn A 44, die B 7 und mündet etwa 150 Meter weiter südlich, unmittelbar östlich der Kläranlage, in die von Nordwesten kommende Wehre, kurz bevor diese die Wehretalbrücke mit der A 44 unterquert.